# هربرت إم. وولف
هربرت إم. وولف (بالإنجليزية: Herbert M. Woolf)‏ هو شخصية أعمال أمريكي، ولد في 11 أكتوبر 1880، وتوفي في 22 سبتمبر 1964.